# 上海科技馆

上海科技館廣場環迴景象

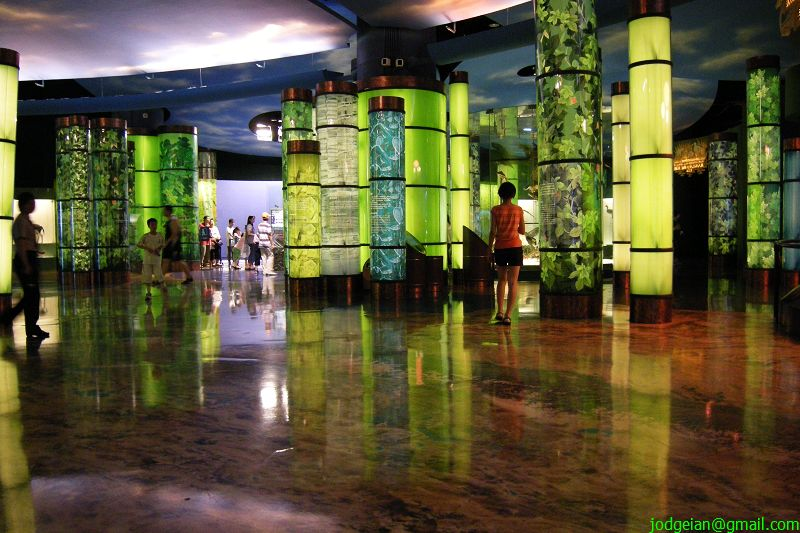
馆内地球家园展覽館

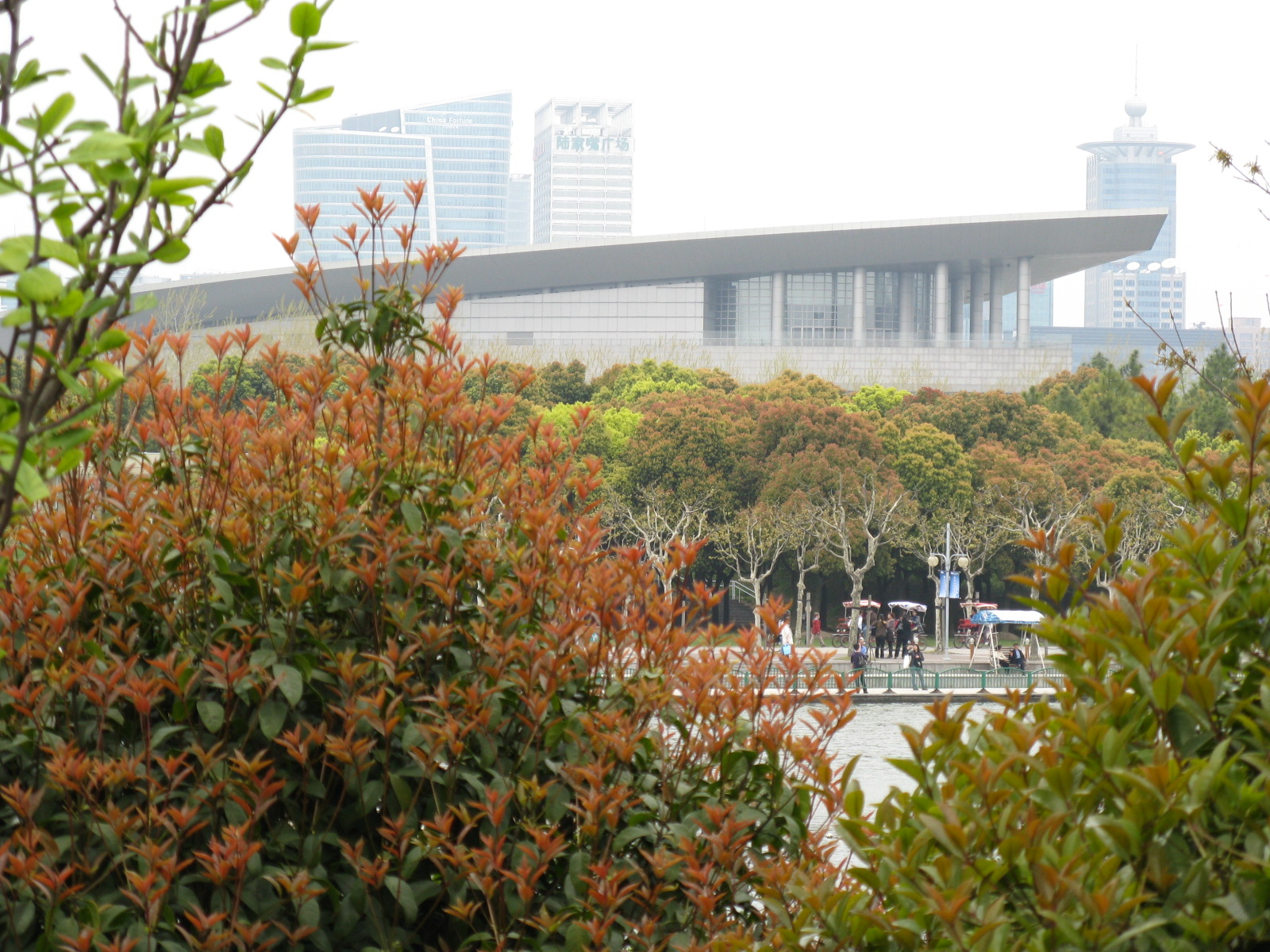
从世纪公园远眺上海科技馆

上海科技館位於中國上海市浦东新区花木行政文化中心區的世纪大道2000號，是以科普教育為主的展覽館，以「自然·人·科技」為主題。

## 简介
上海科技館佔地6萬8000平方米，建築面積9萬8000平方米，總投資額15億人民幣。科技館由美國RTKL國際有限公司及上海建築設計研究院合作設計。2001年10月21日，上海科技館舉行了亞太經濟合作組織第九次領導人非正式會議，江泽民签名留念。2001年12月18日正式對外開放。
科技馆还有2个分馆，分别是北京西路510号的自然博物分馆和龙吴路1102号的标本楼。
2012年，上海科技馆被国家文物局核定为第二批国家一级博物馆。
2023年3月31日，上海科技馆将闭馆装修，预计2025年重新开放。

## 設施
上海科技館目前有13個展區對外開放，包括：  
一樓：
- 生物萬象
- 地殼探密
- 設計師摇籃
- 彩虹兒童樂園
- 智慧之光
- 動物世界展

二樓：
- 地球家園
- 機械人世界
- 信息時代
- 蜘蛛展

三樓：
- 探索之光
- 人與健康
- 宇航天地

上海科技館共有4個影院，每年可放映8,000場次：
- IMAX立體巨幕影院
- 球幕影院
- 四維影院
- 太空影院

## 参观信息
- 开放时间：周二至周日9:00-17:15，法定节假日开放，时间为8:45-18:30。
- 公共交通：上海軌道交通二號線上海科技館站，上海公交593，638，640，794，936路。